# Црна смрт
| 1347. Средина 1348. Рана 1349. Касна 1349. | 1350. 1351. После 1351. Минорна појава |

Црна смрт била је пандемија која је харала поготово Европом у средњем веку, одневши животе 75-200 милиона људи, односно трећину тадашње европске популације. У Европи је достигла врхунац између 1347 и 1351. Већина научника сматра да је Црна смрт била пандемија куге, док неки сматрају да је био вирус сличан еболи. Анализа древне ДНК жртава болести у Европи је утврдила да је одговорни патоген бактерија Yersinia pestis. Црна смрт настала је у Кини 1334. године, да би се потом полако ширила на запад. 1346. стигла је до Египта, Сирије и затим Крима, а 1347. до Константинопоља, Сицилије и затим јужне Европе. 1348. стигла је до Француске, Холандије, Немачке и Енглеске, а 1349. до Скандинавије и Русије.
Због своје велике смртности, Црна смрт је изазвала општу панику. Људи нису знали одакле болест долази нити како је зауставити. Тражећи узрок, многи су веровали да је Црна смрт Божија казна. Међутим, пошто Црква није могла да објасни и заустави болест, многи су постали равнодушни према њој и живели по филозофији да треба живети што боље док те болест не погоди, игноришући тако савете лекара о избирљивости што се тиче хране и пића и избегавања сувишног контакта с људима. Неки су тврдили да је узрок болести натприродан и да се преноси ветром, па је требало остати у кућама и затварати прозоре. Неки су кривили Јевреје, што је доводило до њихових прогона.
Црна смрт је била прва велика Европска епидемија куге, и друга пандемија куге. Куга је створила низ верских, друштвених и економских преокрета који су имали дубоке последице на ток европске историје. Свеукупно, куга је можда смањила светску популацију са процењених 450 милиона на 350–375 милиона у 14. веку. Било је потребно 200 година да се светска популација опорави на свој претходни ниво. Куга се поново појављивала као епидемија у Европи до 19. века.